# Congomochtherus lobatus
Congomochtherus lobatus är en tvåvingeart som beskrevs av H. Oldroyd 1970. Congomochtherus lobatus ingår i släktet Congomochtherus och familjen rovflugor. Inga underarter finns listade i Catalogue of Life.